# Shizuka Uchida
Shizuka Uchida (født 5. august 1975) er professor ved Klinisk Institut, Aalborg Universitet.

## Uddannelse og karriere
Shizuka Uchida har en kandidatgrad i bioinformatik (2003) og en Ph.d. i molekylær biologi (2007) fra Japan Advanced Institute of Science and Technology, Japan.

Fra 2004 til 2006 var han bioinformatisk ingeniør ved World Fusion Co. Ltd., Japan. Herefter var han, fra 2006 til 2010, Post-Doctoral Fellow ved Max Planck Institute for Heart and Lung Research, Tyskland, og fra 2010 til 2012 var han gruppeleder samme sted. Han var adjunkt ved Goethe University Frankfurt, Tyskland fra 2012 til 2016 og lektor ved University of Louisville, USA fra 2016 til 2020. I 2020 blev han professor og medleder ved Aalborg Universitet.

Igennem sin karriere har han været medlem af en række professionelle organisationer og er på nuværende tidspunkt medlem af CardioRNA COST Action CA17129; International Society for Computational Biology; American Heart Association og Fellow ved the American Heart Association (FAHA). Han sidder også i en række redaktionelle bestyrelser.

## Hædersbevisninger
Shizuka Uchida har modtaget en række hædersbevisninger igennem sin karriere:
- 08/1994 – 05/1998: Lynn Scholarship, Creighton University, Omaha, Nebraska
- 08/2003 – 12/2003: Grosscurth Scholarship/University Fellowship, University of Louisville, Louisville, Kentucky
- 04/2004 – 03/2007: Tuition Fee Exemption Award for Excellent Students, Japan Advanced Institute of Science and Technology, Ishikawa, Japan
- 04/2006 – 03/2007: Foreign Study Grant, Mochida Memorial Foundation for Medical and Pharmaceutical Research, Tokyo, Japan
- 04/2006 – 03/2008: Research Fellowship for Young Scientists (DC2), Japan Society for the Promotion of Science, Tokyo, Japan (Declined for studying abroad at the Max Planck Institute for Heart and Lung Research)
- 03/2006 – 03/2008: Scholarship Program for College and Graduate Students Studying Abroad, Yoshida Scholarship Foundation, Tokyo, Japan
- 06/2011: Poster award, 2nd International Symposium of the Excellence Cluster Cardio Pulmonary System (ECCPS) (June 16 - 18, 2011), Bad Nauheim, Germany
- 11/2015: Most downloaded review article from Circulation Research, AHA Scientific Sessions 2015 (November 10, 2015), Orlando, Florida
- 11/2018: Fastest Reviewer of Circulation Research, AHA Scientific Session 2018 (November 11, 2018), Chicago, Illinois
- 09/2020: 2019 Star Reviewer for American Physiological Society (APS) journal, AJP-Cell Physiology

## Udvalgte publikationer
- Moore JB 4th, Sadri G, Fischer AG, Weirick T, Militello G, Wysoczynski M, Gumpert AM, Braun T, Uchida S. The A-to-I RNA Editing Enzyme Adar1 Is Essential for Normal Embryonic Cardiac Growth and Development. Circ Res. 2020 Jul 31;127(4):550-552. PMID 32362246
- Militello G, Hosen MR, Ponomareva Y, Gellert P, Weirick T, John D, Hindi SM, Mamchaoui K, Mouly V, Döring C, Zhang L, Nakamura M, Kumar A, Fukada SI, Dimmeler S, Uchida S. A novel long non-coding RNA Myolinc regulates myogenesis through TDP-43 and Filip1. J Mol Cell Biol. 2018 Apr 1;10(2):102-117. PMID 29618024
- Hosen MR, Militello G, Weirick T, Ponomareva Y, Dassanayaka S, Moore JB 4th, Döring C, Wysoczynski M, Jones SP, Dimmeler S, Uchida S. Airn Regulates Igf2bp2 Translation in Cardiomyocytes. Circ Res. 2018 May 11;122(10):1347-1353. PMID 29483092
- Weirick T, Militello G, Ponomareva Y, John D, Döring C, Dimmeler S, Uchida S. Logic programming to infer complex RNA expression patterns from RNA-seq data. Brief Bioinform. 2018 Mar 1;19(2):199-209. PMID 28011754
- John D, Weirick T, Dimmeler S, Uchida S. RNAEditor: easy detection of RNA editing events and the introduction of editing islands. Brief Bioinform. PMID 27694136
- Militello G, Weirick T, John D, Döring C, Dimmeler S, Uchida S. Screening and validation of lncRNAs and circRNAs as miRNA sponges. Brief Bioinform. 2017 Sep 1;18(5):780-788. PMID 27373735
- Weirick T, John D, Dimmeler S, Uchida S. C-It-Loci: a knowledge database for tissue-enriched loci. Bioinformatics. 2015 Nov 1;31(21):3537-43. PMID 26163692